# Pfarrkirche Bad Hofgastein

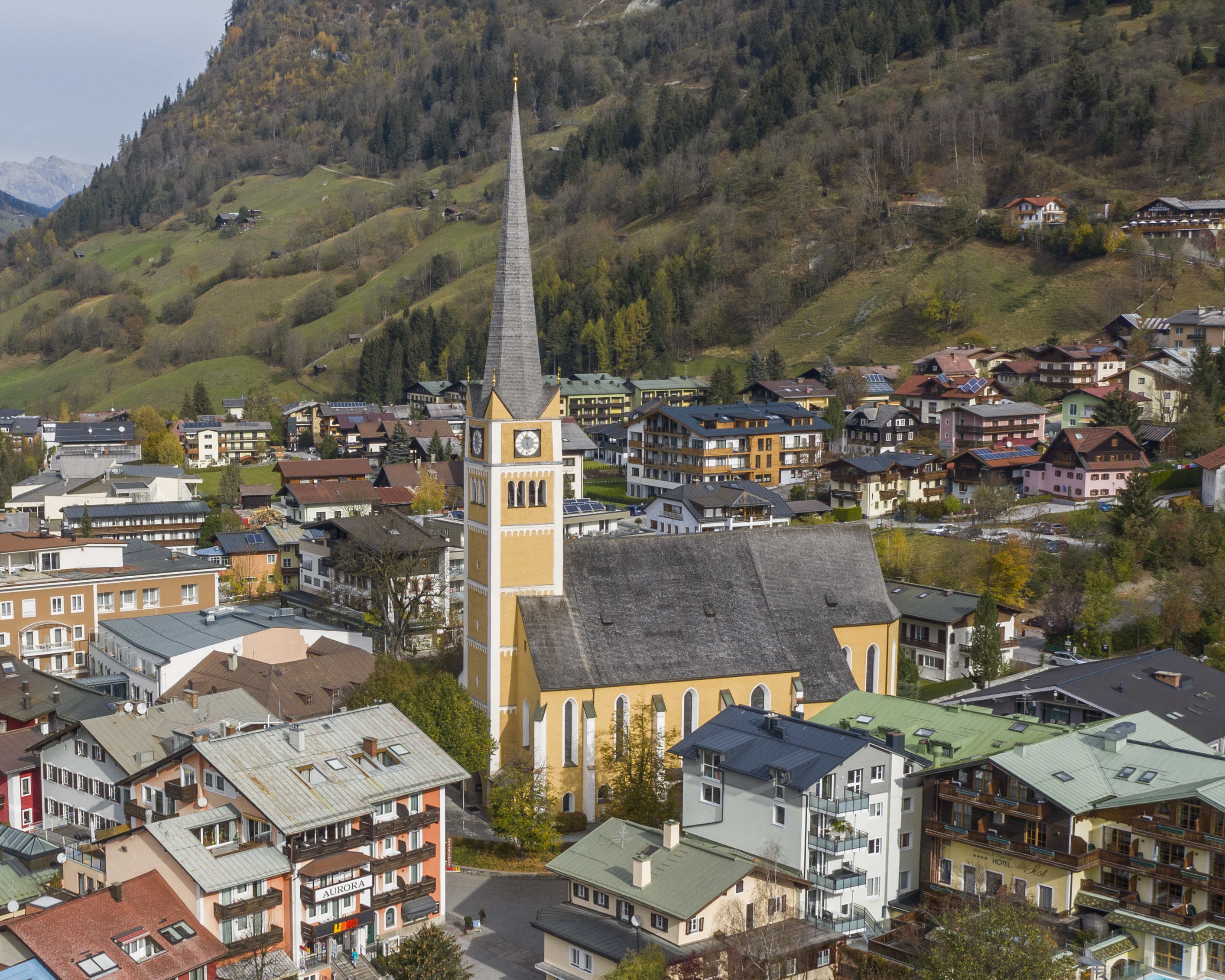
Pfarrkirche Mariä Himmelfahrt in Bad Hofgastein

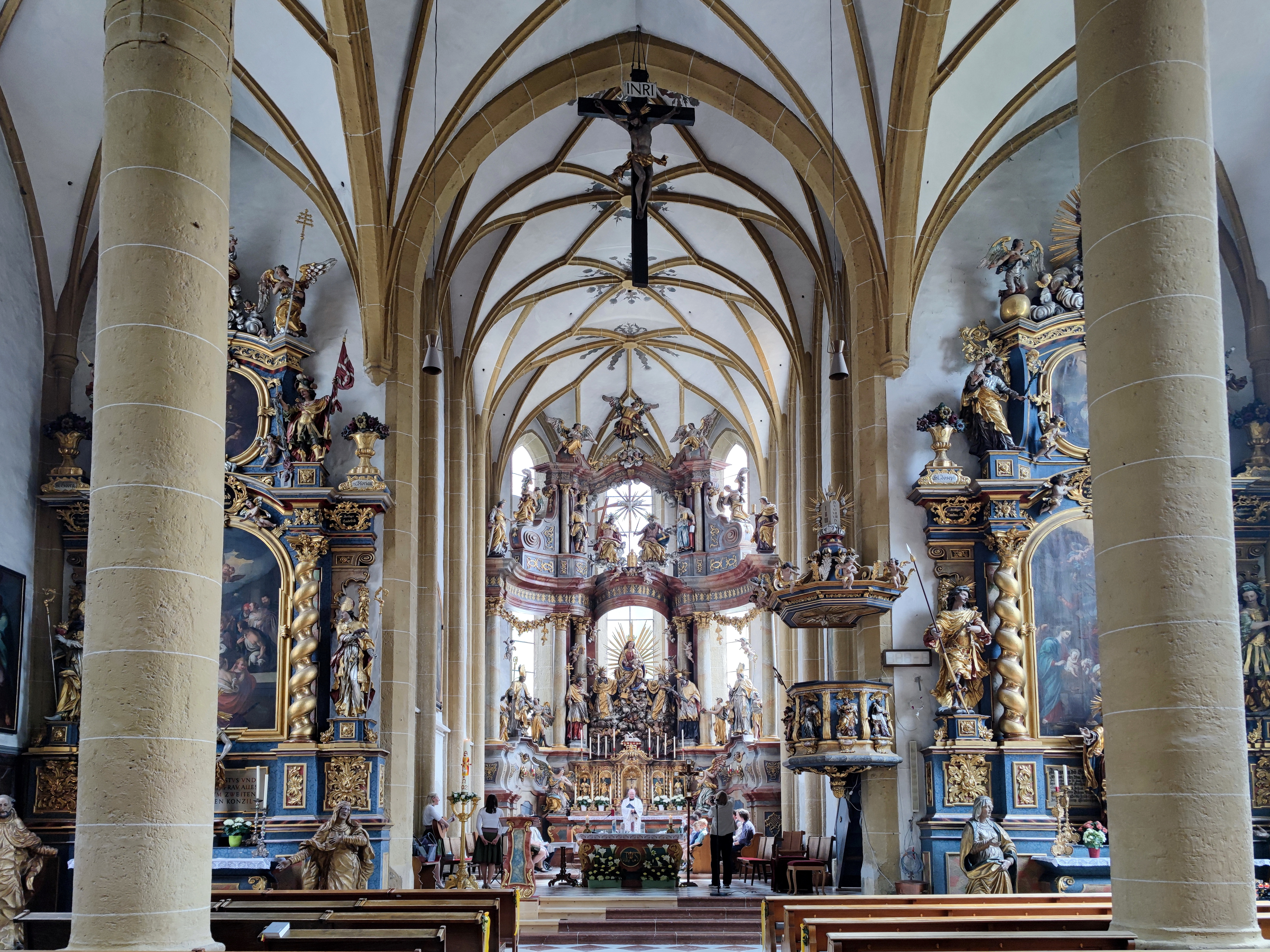
Innenansicht der Pfarrkirche

Die römisch-katholische Pfarrkirche Bad Hofgastein steht an der Adresse Höhenweg 8 in der Marktgemeinde Bad Hofgastein im Bezirk St. Johann im Pongau in Salzburg. Sie ist auf das Fest Mariä Himmelfahrt geweiht und gehört zum Dekanat Taxenbach in der Erzdiözese Salzburg. Das gotische Gebäude steht unter Denkmalschutz (Listeneintrag).

## Baugeschichte
Die Kirche wurde 1023 als Pfarrkirche unter Erzbischof Hartwig genannt und ging 1219 als Schenkung an das Salzburger Domkapitel. Bauliche Reparaturen wurden 1463 vorgenommen, 1498 wurde die Kirche erweitert. Im Jahre 1502 brach ein großer Marktbrand aus, welchem 1507 ein Wiederaufbau des Kirchengebäudes folgte. 1596 vernichtete ein weiterer Großbrand den Glockenturm und das Kirchendach. 1648 wurde eine Orgel eingebaut. 1723 wurde ein Schaden am Turm festgestellt. In der ersten Hälfte des 18. Jahrhunderts erhielt die Kirche eine barocke Einrichtung. Renovierungen wurden 1873 und 1912 durchgeführt. Restaurierungen von 1958 bis 1962, eine Außenrestaurierung 1978 und eine Innenrestaurierung 1979. Von 2020 bis 2024 fand erneut eine umfassende Renovierung statt.

## Architektur
Kirchenäußeres
Das Gotteshaus ist eine dreischiffige Staffelhalle aus den Jahren 1498 bis 1507 mit einem gotischen Westturm der 1602 erhöht wurde. Die Höhenstaffelung der Schiffe ist ziemlich gering. Die Kirche weist einen ungegliederten Außenbau über einem rechteckigen Grundriss auf. Der Chor ist eingezogen und hat einen dreiseitigen Abschluss. Die Kirche ist durch ein Satteldach gedeckt. Das Langhaus ist von Spitzbogenfenstern durchbrochen und durch gestufte Stebepfeiler gegliedert. Im Süden und Norden befinden sich gotische Spitzbogenportale mit Stab und Kehlung, am südlichen Portal überschneiden sich die Stäbe. Am dritten Joch des südlichen Langhauses schließt eine gekoppelte Rundbogenarkade an, die Pfeiler stammen aus dem Jahr 1573. Am vierten Joch befindet sich der Zugang zur Unterkirche, An der Westseite befindet sich ein spitzbogiges, zum Rundbogen geschlossenes Portal mit Stab und Kehlung. Die Türbeschläge sind gotisch. 
Die Turmfassade ist etwas hervortretend. Beidseitig des Turmes befinden sich niedrige Grabarkaden unter denen sich Grabdenkmäler befinden, die vom ehemaligen Friedhof stammen, der bis 1834 die Kirche umgeben hat und 1856 endgültig aufgelassen worden ist. Das Turmportal ist durch Stab und Kehlung gegliedert.
Die fünf Turmgeschoße sind durch Gesimse getrennt, seitlich ist der Turm durch Eckfaschen akzentuiert. An der Westfassade des Turmes befindet sich das Mosaik einer Schutzmantelmadonna aus dem Jahr 1967. Im Turmgeschoß befinden sich gekoppelte Rundbogenschallfenster. Die vier Turmkanten weren durch nach außen gerichtete Doppeldreiecke und einem achtseitigen Spitzhelm bekrönt. Der Spitzhelm ist, wie das Satteldach, holzschindelgedeckt.

## Ausstattung
Der prächtige Barockaltar ist das Hauptwerk des Malers Josef Andrä Eisl aus Neumarkt am Wallersee, die Skulpturen stammen vom Bildhauer Paul Mödlhamer (beide Künstler waren Schüler des Mondseer Meisters Meinrad Guggenbichler).
Der rechte Seitenaltar wurde von den Bildhauer Georg Mayr aus Mittersill und Martin Prugnoller (oder Prugmöller) aus Bramberg am Wildkogel im Pinzgau geschaffen. Martin Pusjäger aus Bozen malte 1716 das zentrale Bild des rechten Seitenaltares, das die Anbetung des göttlichen Kindes durch die Heiligen Drei Könige darstellt. Die Figuren des Altares stammen vom Halleiner Bildhauer Johann Georg Mohr.
Das Mittelbild des linken Seitenaltars, auch „Strochneraltar“ genannt, zeigt die Geburt Jesu und stammt vom bereits erwähnten Künstler Martin Prugnoller.
Die achtseitige Kanzel wurde 1716 vom Bildhauer Georg Mayr aus Mittersill geschaffen.
Das Hängekreuz im Mittelschiff trägt die Initialen des Stifters Hans Zott mit der Bezeichnung „H. Z. 1654“.
Der Taufstein befindet sich in der Sternrippen-gewölbten Geißlerkapelle (ehemalige Begräbnisstätte der Familie Geißler) und besteht aus einem Monolithen aus Serpentin. Das runde, halbkugelförmige glatte Becken ist mit einer kielbogigem Holzkuppel mit S-förmigen Akanthusranken abgedeckt.
Die Weihbrunnschale aus dem Jahr 1520 ruht auf einer Serpentinsäule, die 1868 bei einem Hausbau gefunden wurde.
Die Orgel wurde 1916 von Hans Mertel aus Salzburg errichtet. 1996 erfolgten der elektropneumatische Umbau und Dispositionsänderungen.

## Glocken
Die große Glocke wurde 1602 von Georg Becherer in Hofgastein gegossen. Die kleineren Glocken, die während des Krieges abgeliefert werden mussten, wurden in den 1950er-Jahren durch neue Glocken ersetzt.